# Nílton Reis dos Santos
Nílton Reis dos Santos (Rio de Janeiro, 16 de maig, 1925 − Rio de Janeiro, 27 de novembre de 2013) va ser un futbolista brasiler que jugava de defensa esquerre.

## Trajectòria
Fou conegut com l'enciclopèdia pel seu coneixement sobre l'esport del futbol. Participà amb la selecció brasilera a quatre Mundials, 1954, 1958, 1962 i 1950, en aquest darrer no jugà cap partit. Amb la selecció jugà 75 partits i marcà 3 gols, un d'ells al Mundial de 1958.

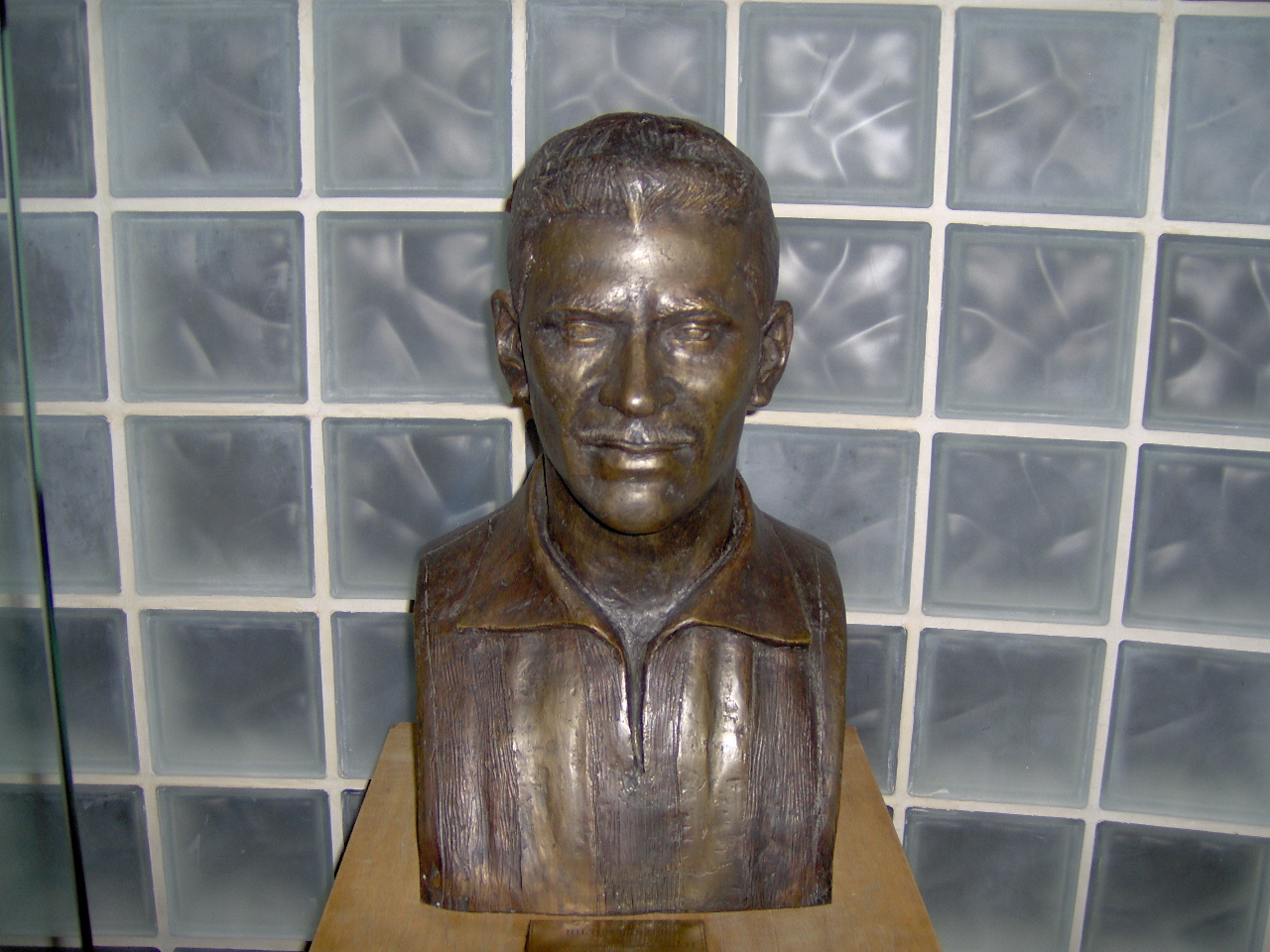
Estàtua de Nilton Santos a la seu de General Severiano del Botafogo.

Pel que fa a clubs, només defensà els colors del Botafogo de Futebol e Regatas.
És considerat com un dels millors defenses esquerres de tots els temps. Pelé el va incloure dins de la seva llista dels 125 més grans futbolistes vius el març del 2004.

## Palmarès

### Botafogo
- Campionat carioca: 1948, 1957, 1961, 1962
- Torneig Rio-São Paulo: 1962, 1964

### Brasil
- Copa Amèrica de futbol: 1949
- Jocs Panamericans: 1952
- Copa del Món de futbol: 1958, 1962